# Arkadi Beinussowitsch Migdal

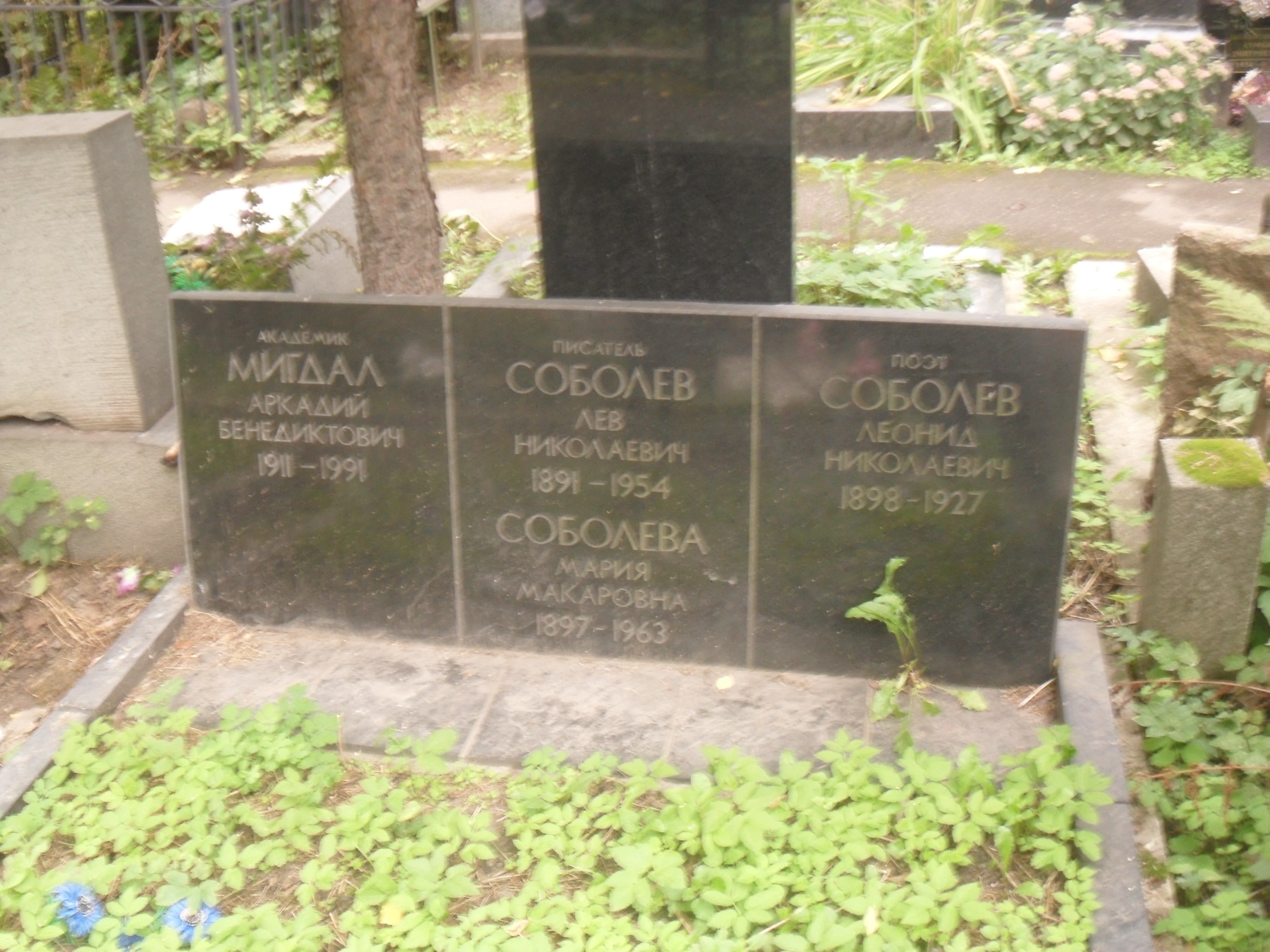
Grab von Arkadi Beinussowitsch (links, Nowodewitschi-Friedhof in Moskau)

Arkadi Beinussowitsch Migdal (russisch Арка́дий Бе́йнусович (Бенеди́ктович) Ми́гда́л; * 26. Februarjul. / 11. März 1911greg. in Lida, Gouvernement Wilna, Russisches Kaiserreich, heute Belarus; † 9. Februar 1991 in Princeton (New Jersey)) war ein führender sowjetischer theoretischer Physiker.

## Leben
Migdal besuchte die Schule in Petrograd und studierte an der Staatlichen Universität Leningrad bei Wladimir Fock, bei dem er auch promovierte. Seine erste Arbeit veröffentlichte er schon vorher als Schüler 1927. Ab 1938 arbeitete er mit Lew Landau zusammen, der damals gerade wieder von Charkow nach Moskau kam (und dort ein Jahr inhaftiert wurde; Anfang der 1950er Jahre war Migdal regelmäßig aktiv in den Landau-Seminaren in Moskau). 1945 ging Migdal an das Kurtschatow-Institut in Moskau, wo er später Leiter der Theorie-Abteilung war. Außerdem war er Professor am Institut für Physikalische Technik in Moskau. Ab 1971 war Migdal Professor am Landau-Institut für Theoretische Physik der Sowjetischen Akademie der Wissenschaften in Moskau.
Migdal war seit 1953 korrespondierendes und seit 1966 Vollmitglied der Sowjetischen Akademie der Wissenschaften.
Migdal ist vor allem bekannt für seine Anwendung quantenfeldtheoretischer Methoden in der Festkörperphysik und Kernphysik, insbesondere über die Quasiteilchen-Methode von Landau (teilweise mit Viktor Galitskij und Spartak T. Belyaev). Beispielsweise in der Kernphysik wird das System der untereinander stark wechselwirkenden Nukleonen im Kern als Fermi-Flüssigkeit endlicher Ausdehnung von Quasiteilchen (mit einer von den „nackten“ Nukleonen abweichenden effektiven Masse) betrachtet und phänomenologische Ansätze (mit z. B. an die beobachteten Anregungsenergien einiger kollektiver Zustände angepassten Parametern) für die effektive Wechselwirkung der Quasi-Teilchen- und Lochanregungen gemacht. Später befasste er sich auch mit der Phänomenologie der Quantenchromodynamik und speziell Pion-Kondensaten in Kernmaterie mit möglichen Anwendungen auf Neutronensterne und den EMC-Effekt (der in den 1980er Jahren ein abweichendes Verhalten tiefinelastischer Streuung für Quarks in Kernen im Vergleich zu Hadronen zeigte).
Sein Sohn Alexander Arkadjewitsch Migdal ist ebenfalls Physiker. Da sie auf ähnlichem Gebiet arbeiteten sollten sie nicht miteinander verwechselt werden. Arkadi Migdal wird meist A. B. Migdal abgekürzt, Alexander Migdal A. A. Migdal.

## Schriften (Auswahl)
- Quadrupole and dipole {\displaystyle \gamma } radiation of nuclei. In: J. of Phys., Band 8, 1944, S. 331
- Bremsstrahlung and pair production in condensed media at medium energy. In: Phys. Rev., Band 103, 1956, S. 1811–1820
- The momentum distribution of interacting Fermi particles. In: JETP, Band 5, Nr. 2, 1957, S. 333–334
- Interaction between electrons and lattice vibrations in a normal metal. In: Soviet Physics JETP (Journal of experimental and theoretical Physics), Band 7, 1958 (auch in Pines (Hrsg.) “The many body problem” 1961)
- mit V. M. Galitskii: Application of the Methods of Quantum field theory to the many body problem. In: Soviet Physics, Band 7, 1958, S. 96 (auch in Pines (Hrsg.) “The many body problem” 1961)
- Superfluidity and moments of inertia in nuclei, Nucl. Phys., Band 13, 1959, S. 655–674
- Single particle excitations and superfluidity in Fermi systems with arbitrary interactions: application to the nucleus. In: Nucl. Phys., Band 30, 1962, S. 29–47
- A new approach to the theory of nuclear structure, Nuclear Physics, Band 57, 1964, S. 29–47
- mit Anatoly Larkin: Theory of superfluid Fermi liquids: Application to the nucleus. In: JETP, Band 19, 1964, S. 1478
- Nuclear magnetic moments. In: Nucl. Phys., Band 75, 1966, S. 441–469
- The method of interacting quasiparticles in the theory of the nucleus. Enrico Fermi Course, Band 36, 1966
- Theory of finite Fermi Systems and applications to atomic nuclei. New York, Interscience 1967 (russisch 1965 und 2. Auflage, Nauka 1983)
- Nuclear theory- the quasiparticle method, Benjamin 1968
- mit Vladimir P. Kraĭnov: Approximation methods of quantum mechanics. Benjamin, 1969 (Übersetzer Anthony Leggett)
- Vacuum stability and maximum fields. In: JETP, Band 34, 1972, S. 1184
- {\displaystyle \pi } condensation in nuclear matter, Phys. Rev. Lett., Band 31, 1972, S. 257–260
- Phase transition in nuclear matter and multiparticle nuclear forces. In: Nucl. Phys., A, Band 210, 1973, S. 421–428
- mit G. A. Sorokin, O. A. Markin, I. N. Mishustin: Pion condensation and stability of abnormal nuclei. In: Phys. Lett. B, Band 65, 1977, S. 423–426
- Qualitative methods in quantum theory. Benjamin, Reading 1977, Westview Press 2000, ISBN 0-7382-0302-5 (Übersetzer Anthony Leggett)
- Instability of Yang-Mills equations and gluon-field condensation. In: JETP Lett., Band 28, 1978, S. 37
- Auf der Suche nach der Wahrheit – ein Physiker erzählt, Harri Deutsch 1990 (zuerst 1980), ISBN 3-8171-1154-1
- mit E. E. Saperstein, M. A. Troitsky, D. N. Voskresensky: Pion degrees of freedom in nuclear matter, Physics Reports, Band 192, 1990, S. 179–437
- Pion fields in nuclear matter. In: Reviews of Modern Physics, Band 50, 1978, S. 107–172
- QCD and the structure of hadrons. In: Nucl. Phys. A, Band 478, 1988, S. 95–102
- Phenomenology of QCD and hadron structure. In: Nucl. Phys. A, Band 518, 1990, S. 358–370